# Dunbar (Nebraska)
Dunbar és una població dels Estats Units a l'estat de Nebraska. Segons el cens del 2000 tenia 237 habitants.

## Demografia
Segons el cens del 2000, Dunbar tenia 237 habitants, 79 habitatges, i 63 famílies. La densitat de població era de 366 habitants per km².
Dels 79 habitatges en un 43% hi vivien nens de menys de 18 anys, en un 70,9% hi vivien parelles casades, en un 6,3% dones solteres, i en un 19% no eren unitats familiars. En el 16,5% dels habitatges hi vivien persones soles el 8,9% de les quals corresponia a persones de 65 anys o més que vivien soles. El nombre mitjà de persones vivint en cada habitatge era de 3 i el nombre mitjà de persones que vivien en cada família era de 3,41.
Per edats la població es repartia de la següent manera: un 34,6% tenia menys de 18 anys, un 5,9% entre 18 i 24, un 30,4% entre 25 i 44, un 21,5% de 45 a 60 i un 7,6% 65 anys o més.
L'edat mediana era de 32 anys. Per cada 100 dones de 18 o més anys hi havia 101,3 homes.
La renda mediana per habitatge era de 48.036 $ i la renda mediana per família de 50.417 $. Els homes tenien una renda mediana de 31.563 $ mentre que les dones 26.875 $. La renda per capita de la població era de 15.495 $. Aproximadament el 16,4% de les famílies i l'11,6% de la població estaven per davall del llindar de pobresa.

## Poblacions més properes
El següent diagrama mostra les poblacions més properes.